# Historia de la selección de rugby de Escocia

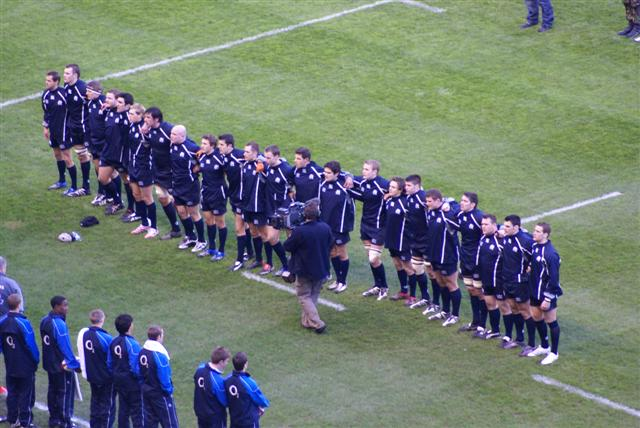
El XV del Cardo en el Torneo de las Seis Naciones 2007. Escocia aún no ha podido ganar el torneo con seis participantes (2000–).

La Historia de la selección de rugby de Escocia en 1870 cuando se jugó el Primer partido internacional de rugby.

## El primer partido internacional

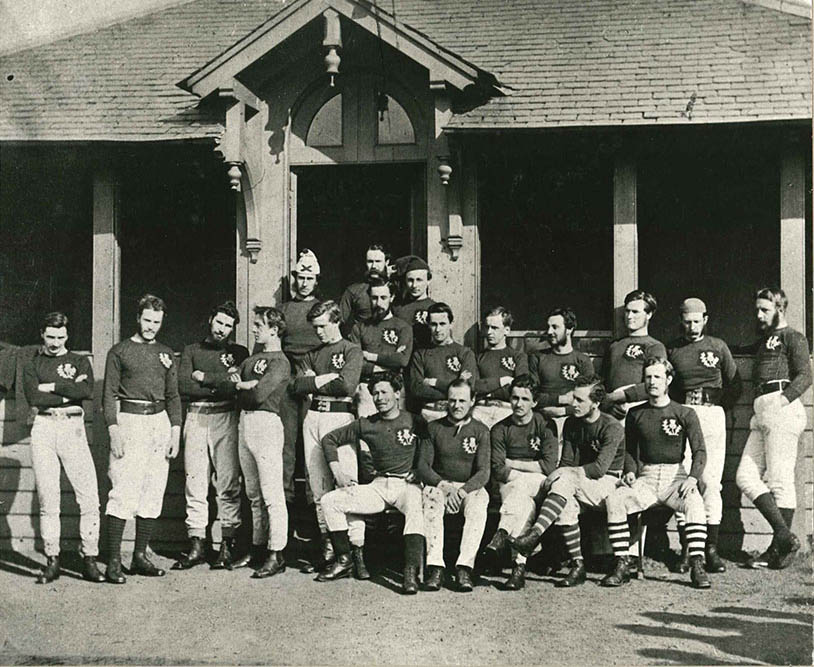
Equipo que en 1871 jugó su primer partido frente a Inglaterra.

El primer partido internacional del equipo escocés de rugby tuvo lugar contra Inglaterra el 27 de marzo de 1871. Este no fue solo el primer partido de Escocia, además se trató del primer partido internacional jamás disputado. El partido se jugó en Raeburn Place, una ciudad de Edimburgo (Escocia). Los del Cardo ganaron a los ingleses por 4 a 1. Al partido asistieron 4.000 espectadores. El estadio de Raeburn Place, era un estadio de cricket, ya que la federación escocesa de rugby no disponía de un recinto apropiado para un partido internacional. El partido se disputó con veinte jugadores por equipo y dos mitades de 50 minutos. Los escoceses anotaron un  ensayo y un drop y los ingleses solo un ensayo

### XV del Cardo vs. XV de la Rosa (1870-1899)

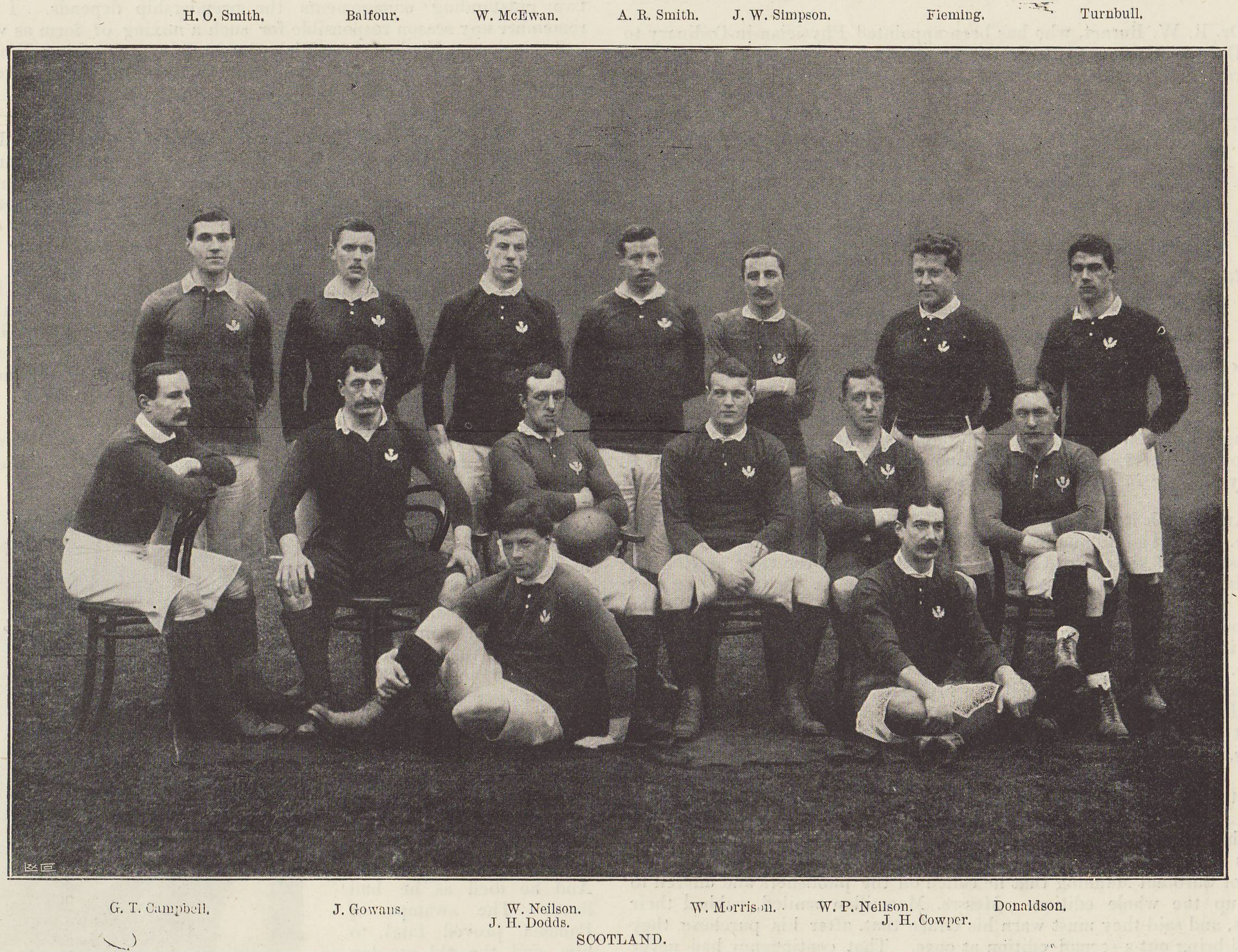
Equipo escocés de 1896.

La revancha entre las selecciones de Escocia e Inglaterra tuvo lugar en The Oval (Londres). Inglaterra ganó el partido por 8 a 3.  El siguiente partido entre ambas selecciones fue en  Hamilton Crescent (Partick,  Glasgow) con empate a 0 puntos.
En diciembre de 1872, se celebró un partido de rugby en Calcuta (India), un equipo de 20 jugadores ingleses se enfrentó a 20 jugadores originarios del País de Gales, Escocia e Irlanda. Este partido dio nombre a lo que hoy se conoce como la Copa Calcuta. Desde 1879 las selecciones de rugby de Escocia e Inglaterra se enfrentan por este trofeo, y a partir de 1883, el ganador se decide en el partido que ambas selecciones juegan en el torneo de las Seis naciones

## sigloXX

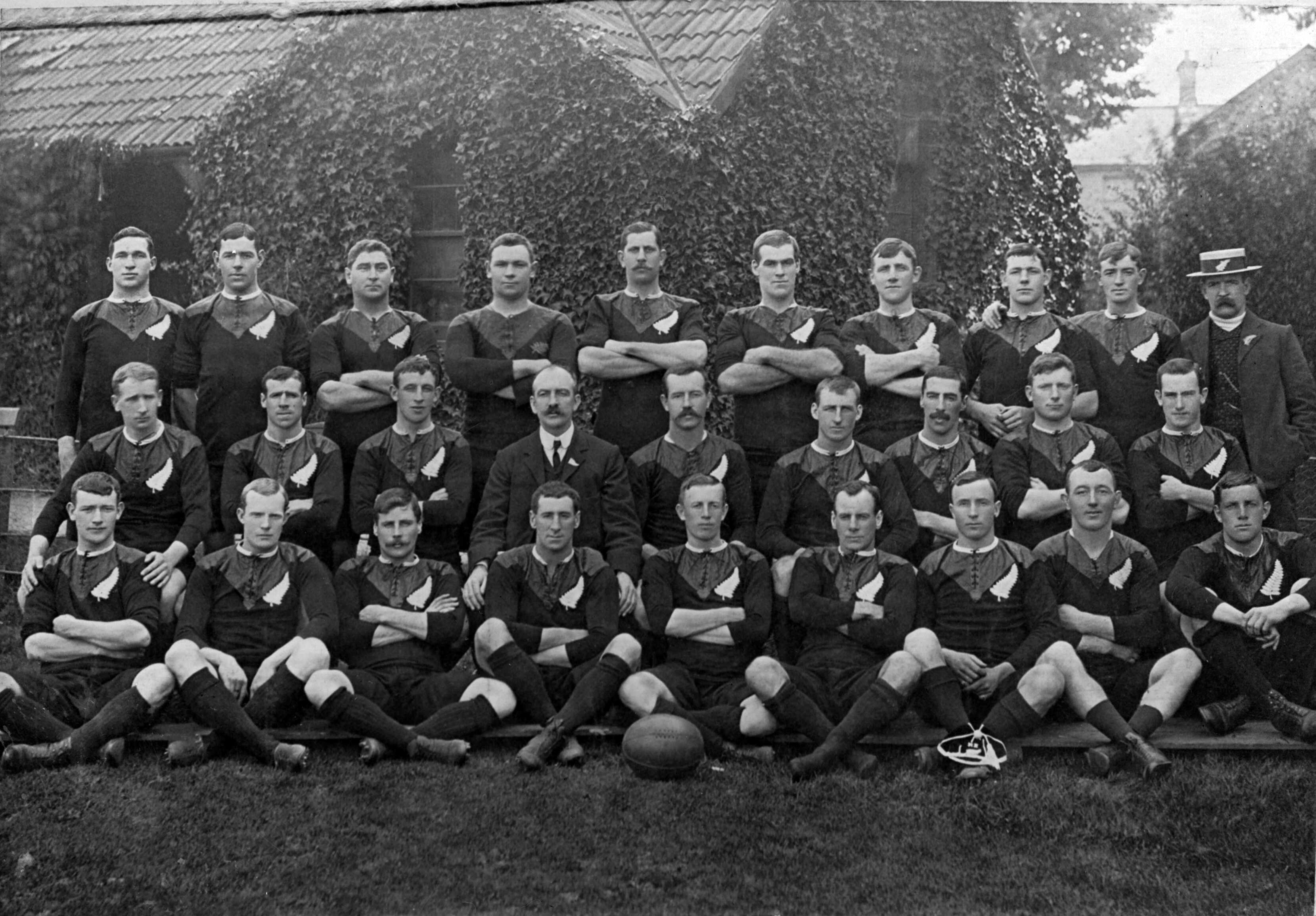
Los Originals, primeros All Blacks.

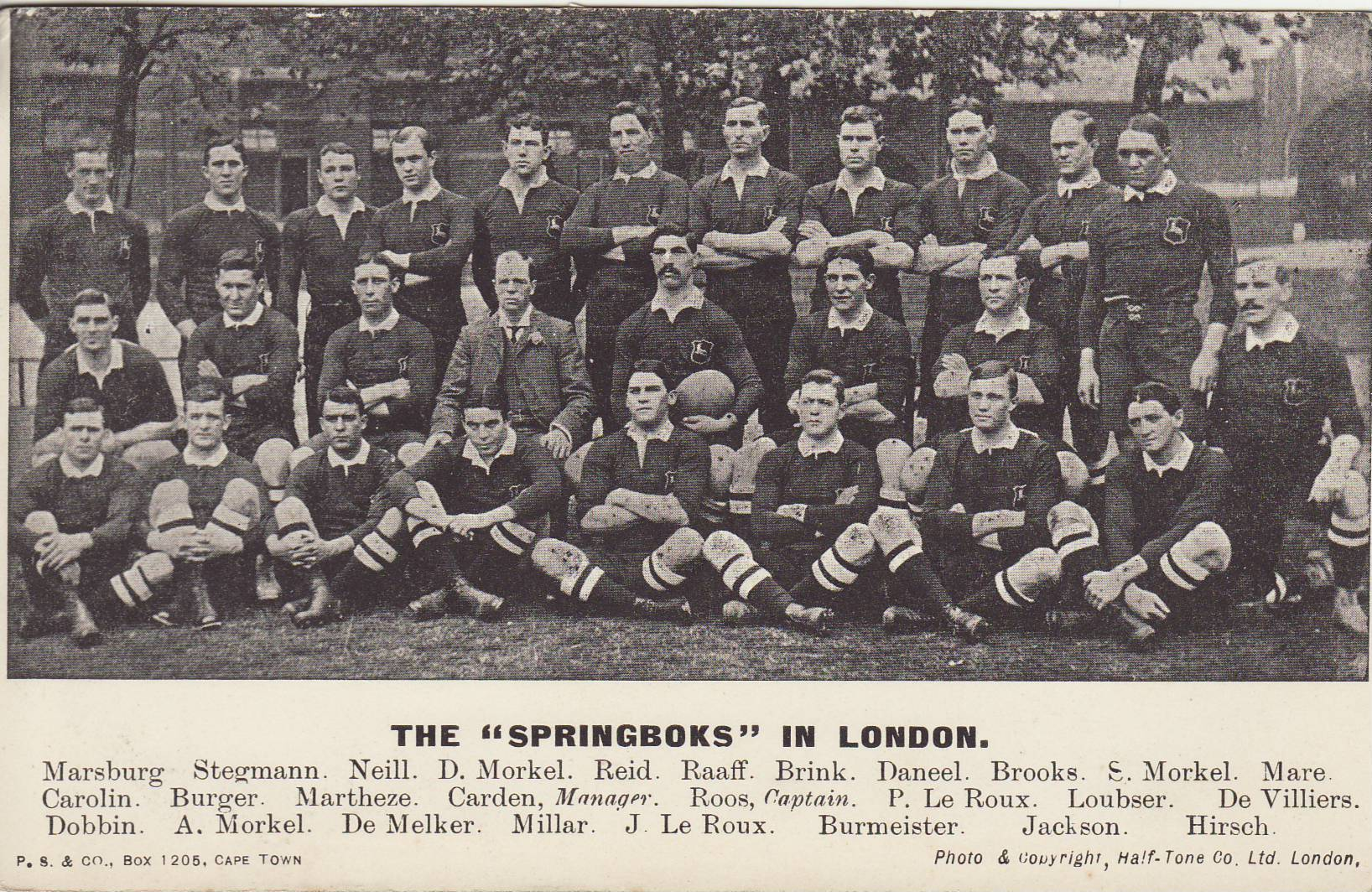
Los Springboks sudafricanos en 1906.

Escocia pierde contra País de Gales, el primer partido del Torneo británico de rugby de 1900, los galeses son los grandes dominadores de este decenio. Escocia empata con Irlanda y pierde con Inglaterra en Inverleith (Edimburgo).
Un equipo representante de Nueva Zelanda realizó una gira por Gran Bretaña en 1905. El término All Blacks es utilizado por primera vez en esta ocasión. La gira es todo un éxito para los All Blacks solo pierden una vez contra Gales en Cardiff por 3 a 0.  Escocia recibió a los neozelandeses el 18 de noviembre de 1905 en Inverleith, perdiendo por 7 a 12
En 1906, Escocia perdió dos encuentros del Torneo Británico. Poco después otro equipo internacional realiza una gira por las islas británicas, se trata de la selección de Sudáfrica. En esta gira hicieron historia y ganaron su característico nombre los Springboks,, aunque perdieron el partido que les enfrentó a Escocia.
Durante el periodo de 1900 a 1909, la selección de Escocia disputa 32 partidos contra cinco naciones, consiguiendo 17 victorias, 13 derrotas y 2 empates. Ganaron siete de los diez partidos jugados contra el XV de la Rosa, seis de diez contra los irlandeses y contra los galeses pierden siete encuentros, ganando solo tres de un total de diez encuentros disputados. Los del Cardo ganaron cuatro torneos: 1901, 1903, 1904 y 1907 (con tres triples coronas) Por último destacar una derrota contra los All Blacks y una victoria contra los Springboks.

### 1919-1939
Los encuentros internacionales de rugby se disputaron en Inverleith hasta 1925, año en que la SFU compra un terreno y construye el primer Estadio de Murrayfield, el cual es inaugurado el 21 de marzo de 1925. A comienzos de esta temporada la Scottish Football Unión (SFU) pasa a conocerse como Scottish Rugby Unión (SRU). En 1925, Escocia vence a Francia en Inverleith (25-4), a País de Gales en Swansea (24-14) y a Irlanda en Dublín (14-8). La Inglaterra de Wavell Wakefield, que venía de ganar los Grand Slam de 1923 y 1924, va a disputar un partido definitivo del Torneo contra los escoceses en Murrayfield, se llenó el estadio con 70.000 hinchas. El partido fue muy igualado, ganando finalmente los escoceses 14 a 11 y obteniendo por primera vez en su historia el Grand Slam.
En 1926 Escocia se convirtió en la primera nación europea en ganar en Twickenham (Londres) a Inglaterra, lo que supuso el fin de la "edad de oro" de los del XV da Rosa. El XV del Cardo ganó su segundo torneo consecutivo, compartido con los irlandeses. El torneo de las cinco naciones 1927 es una repetición del de 1926, con tres victorias, una derrota frente a Irlanda, y la victoria final compartiendo el trofeo con los del XV del Trébol. El 17 de diciembre de 1927, Escocia recibe a Australia y se impone 0 a 8.
El 19 de marzo de 1938, los del XV del Cardo conducidos por Wilson Shaw se desplazan a Inglaterra. Escocia consigue cinco ensayos por uno de los ingleses, siendo este el partido más destacado de Wilson Shaw, autor de dos ensayos y originando un tercero. Escocia ganó así su segundo partido en Twinckenham después de la victoria de 1926.

### 1947-1959
Después de una interrupción debido a la Segunda Guerra Mundial, el Torneo se vuelve a celebrar en 1947 con la participación de cinco naciones, ya que Francia es readmitida de nuevo en el torneo, Francia había sido excluida en 1931 acusada de profesionalismo. El 1 de enero de 1947 Francia recibe a Escocia, ganando 8 a 3. El Torneo es difícil para los del Cardo, que después de perder los cuatro partidos se llevan la cuchara de madera.
En el torneo de las cinco naciones de 1948, Escocia logra ganar a franceses e ingleses a domicilio, terminando con dos victorias y dos derrotas

### 1970-1985
La edición del torneo de 1972 quedó incompleta. País de Gales y los escoceses se negaron a viajar a Irlanda a causa de unas cartas recibidas con amenazas anónimas, supuestamente por parte del IRA.
Gordon Brown fue uno de los mejores segunda línea europeos de después de la guerra. Broon frae Troon es el miembro más importante de los cinco delanteros que jamás tuvo Escocia: Ian McLauchla, Frank Laidlaw, Sandy Carmichael, Alastair McHarg y Gordon Brown. Y son estos cinco la piedra angular del equipo que transformó Murrayfield en una fortaleza impenetrable.
Entre el 1 de marzo de 1971 y el 31 de diciembre de 1975, el equipo de Escocia pierde una sola vez en casa, contra los All Blacks por 14 a 9 en 1972. En 1984 consiguieron el Grand Slam.

### Gavin Hastings, Rey de Escocia (1986-1995)
En la primera jornada del Cinco Naciones de 1986, Gavin Hastings falla un tiro a palos, los franceses juegan rápidamente y consiguen su primer ensayo. El aún joven Gavin Hastings no está en absoluto abatido, y consigue marcar los seis golpes de castigo que dan la victoria por 18 a 17 a los escoceses.
Escocia participa en la primera edición de la copa del mundo en 1987 que se disputa en Nueva Zelanda, estaba encuadrada en el grupo D, junto con la Francia, Zimbabue y  la Rumania. El primer partido de Escocia se enfrenta a Francia en el estadio de Lancaster Park (Christchurch). Los escoceses secundados por John Jeffrey y Matthew Duncan consiguen dominar el partido con un 16 a 6 en 52 minutos de juego. Por su parte los franceses Philippe Sella y Philippe Berbizier anotan un ensayo cada uno y Serge Blanco un golpe de castigo, el partido terminaría con empate a 20. El Escocia-Zimbabue se juega en el estadio Athletic Park (Wellington) el partido finaliza con la victoria escocesa por 60 a 21. El partido contra Rumanía se disputa en el estadio de Carisbrook (Dunedin) ganando los escoceses por 55 a 28. Escocia perdería en cuartos de final con los All Blacks por 30 a 3, el partido se disputó en Lancaster Park (Christchurch).
Después de unos años sin conseguir nada, 1990 es un año histórico para los escoceses, con cuatro victorias en cuatro encuentros. El equipo escocés gana 13 a 10 al XV del Trébol en Irlanda, un 21 a 0 a Francia y después de ganar por 13 a 9 a Gales, Escocia gana 13 a 7 al equipo inglés, que también podía llevarse el Grand Slam. David Sole, John Jeffrey, Finlay Calder, Derek White son los patrones y Gavin Hastings es la vedette. Los escoceses vencieron 13 a 7 y consiguieron el Grand Slam. El 10 de noviembre de 1990, se enfrenta oficialmente a Argentina por primera vez y consigue imponerse por un 49 a 3.
Escocia vuelve a participar en la copa del mundo de rugby en 1991 celebrado en Inglaterra y en el mundial de 1995 celebrado en Sudáfrica. En 1991 llegaría hasta las semifinales donde perdió contra los ingleses por 9 a 6. Escocia se enfrentaría a los All Blacks por el tercer y cuarto puesto, finalmente los escoceses perdieron el partido por 13 a 6. En 1995 los escoceses vuelven a caer en cuartos de final y de nuevo ante los neozelandeses esta vez por 48 a 30

## Profesionalismo
En el Cinco Naciones de 1996, al igual que en 1995, Escocia gana sus primeros tres partidos, para jugarse en el cuarto contra Inglaterra el Grand Slam, perdiendo de nuevo. En la gira de junio de Nueva Zelanda, pierde dos veces con resultados muy abultados, 62-31 e 36-12. El 14 de diciembre, Escocia juega por primera vez frente Italia, ganando los del Cardo por 29 a 22.
En 1999 Escocia gana el último torneo en el que participan las Cinco Naciones, al año siguiente se incorporaría la selección italiana, siendo este además el último título de los escoceses, hasta el día de hoy. El torneo comienza con una victoria frente al XV del Dragón 33 a 20 en casa, una derrota a domicilio contra Inglaterra y dos victorias, una contra Francia muy ajustada, por 33 a 34, delante de 78.724 espectadores en el  Stade de France en París y una última contra Irlanda en Murrayfield.

### Los años oscuros (2000-2008)
El seis naciones del año 2000 los escoceses solo gana un partido, se imponen en el último partido del torneo a Inglaterra por 19 a 13. Esta derrota privó a los ingleses de ganar el Gram Slam. Fue la única alegría que se llevaron los seguidores escoceses. El Seis Naciones de 2001 comienza con dos derrotas ante Francia e Inglaterra, y un empate con los galeses. Después de ganar a Italia por 23 a 19 el partido ante Irlanda es aplazado por una epizootia de fiebre aftosa. El 22 de septiembre los irlandeses pierden en Escocia por 32 a 10, derrota que les impide ganar Gram Slam
En los Seis Naciones de 2002 y 2003 el equipo escocés solo conocerá dos victorias y las dos ante el mismo adversario, Italia.
Escocia disputaría los mundiales de rugby de 2003 y 2007. En el mundial de 2003, Los escoceses se enfrentarían a las selecciones de Francia con la que perdería por un abultado 51 a 9, la selección de Japón, este enfrentamiento se salda con una victoria escocesa por 32 a 11, la selección de Fiyi, a la cual derrotan por un ajustado 22 a 20 y contra la selección de Estados Unidos, selección que también caería derrotada por lo escoceses por 39 a 15. Con estos resultados Escocia se clasificó para cuartos de final, en los cuales se enfrentó a Australia, cayendo derrotados por 33 a 16.
En la copa del mundo de 2007, organizada por Francia, Escocia queda encuadrada en el grupo C, junto con las selecciones de Nueva Zelanda, Italia, Rumania y de Portugal. Escocia gana tres de sus cuatro partidos de grupo, a los portugueses por 56 a 10, a los italianos 18 a 16, a los rumanos por un contundente 42 a 0. Su única derrota en este grupo es contra los neozelandeses y por un contundente 40 a 0. Escocia se calcificó de nuevo para los cuartos de final y se enfrentaría a los Pumas, perdiendo el partido por 19 a 13.
Los Seis Naciones del 2008 y 2009 acabarían de nuevo con solo una victoria escocesa. En 2008 esta victoria le permite conseguir la Copa Calcuta. Escocia consigue ganar a los ingleses en el partido celebrado en el estadio de Murrayfield por 15 a 9.
En la edición del 2009 el único partido ganado es contra los italianos por 26 a 6.

### 2009–presente
En una decepcionante campaña de las Seis Naciones de 2009, Escocia había ganado solo un partido por segundo año consecutivo (contra Italia) y por lo tanto, el 2 de abril de 2009 Frank Hadden dimitió como entrenador del equipo nacional. El 4 de junio de 2009, el entrenador que fue de Inglaterra, Edimburgo y Bath, Andy Robinson, fue elegido como entrenador a tiempo para los internacionales de otoño de 2009. La forma de Escocia mejoró con una victoria 23–10 sobre Fiyi y una memorable victoria 9–8 sobre Australia (la primera victoria sobre los Wallabies en 27 años) en Murrayfield.
En el Seis Naciones de 2010 Escocia perdió de nuevo frente a Francia, Gales e Italia antes de empatar con Inglaterra. Contra Irlanda, en el partido final en Croke Park, Escocia obtuvo su única victoria del torneo, 23–20 con un penal en el último minuto de Dan Parks, negando a Irlanda la Triple Corona y evitando así la cuchara de madera.
Escocia tuvo una pobre actuación en el Torneo de las Seis Naciones 2011, ganando solo un partido, una victoria 21–8 sobre Italia, sin lograr anotar ningún ensayo en tres partidos. 
En la Copa Mundial de Rugby de 2011, Escocia luchó para lograr derrotar a Rumanía 34–24 y Georgia 15–6, antes de perder 13–12 frente a Argentina. Necesitaba una victoria en su último partido contra Inglaterra en Auckland, lideraban 12–3 con un cuarto del partido aún pendiente, solo para perder por un ensayo de Chris Ashton, quedando 16–12. Era la primera vez que Escocia quedaba fuera del torneo en fase de grupos de una Copa del Mundo de Rugby.
Escocia tuvo un terrible Torneo de las Seis Naciones de 2012, perdiendo todos los partidos por lo que se quedó con la cuchara de madera, después de perder con Italia, y cayendo hasta el puesto 12.º, el más bajo de Escocia en los rankings de la IRB. Durante los tests de otoño de 2012, Escocia sufrió una serie de derrotas, contra los All Blacks, Sudáfrica y sobre todo Tonga, lo que hizo que el entrenador Andy Robinson dimitiese.
Scott Johnson se convirtió en entrenador interino en diciembre de 2012.
En el Torneo de las Seis Naciones 2013, Escocia quedó en tercera posición, la mejor en la competición desde 2006. El 3 de mayo de 2013, Johnson fue nombrado el primer Director de Rugby para Escocia, responsable de supervisar todo el rugby de la nación. El 27 de mayo de 2013, se anunció que Vern Cotter se convertiría entrenador de Escocia, pero el SRU tuvo que esperar hasta 2014 cuando el club Clermont no pudo alcanzar un acuerdo con la SRU para liberar a Cotter un año antes del final de su contrato.
Escocia tuvo un decepcionante Seis Naciones de 2014; logrando solo una victoria (fuera contra Italia), terminando segundo por la cola y siendo aplastados por Gales 51–3 en el partido final. Vern Cotter finalmente asumió su papel de entrenador, y en junio de ese mismo año Escocia ganó tres tests contra los equipos destacados de América, antes de ser aplastado por Sudáfrica 55–6.
En el Torneo de las Seis Naciones 2015 Escocia se llevó la "Cuchara de madera", perdiendo incluso frente a Italia.
En la Copa Mundial de Rugby de 2015, Escocia quedó segunda de su grupo y se enfrentó en cuartos de final a Australia, que la derrotó por solo un punto, Australia(35) - (34) Escocia.